# Lucas Robertone
Lucas Gastón Robertone (Concordia, 18 marzo 1997) è un calciatore argentino, centrocampista dell'Almería.

## Caratteristiche tecniche
È un centrocampista centrale.

## Carriera
Cresciuto nelle giovanili del Vélez Sarsfield, ha esordito il 16 agosto 2016 in occasione del match di Copa Argentina perso ai rigori contro la Juventud Unida.

## Statistiche

### Presenze e reti nei club
Statistiche aggiornate al 15 marzo 2018.
| Stagione        | Squadra         | Campionato      | Campionato | Campionato | Coppe nazionali | Coppe nazionali | Coppe nazionali | Coppe continentali | Coppe continentali | Coppe continentali | Altre coppe | Altre coppe | Altre coppe | Totale | Totale | Totale |
| Stagione        | Squadra         | C               | Pres       | Reti       | Comp            | Pres            | Reti            | Comp               | Pres               | Reti               | Comp        | Pres        | Reti        | Pres   | Reti   |        |
| --------------- | --------------- | --------------- | ---------- | ---------- | --------------- | --------------- | --------------- | ------------------ | ------------------ | ------------------ | ----------- | ----------- | ----------- | ------ | ------ | ------ |
| 2016-2017       | Vélez Sarsfield | PD              | 2          | 0          | CA              | 1               | 0               |                    | -                  | -                  |             | -           | -           | 3      | 0      |        |
| 2017-2018       | Vélez Sarsfield | PD              | 7          | 1          | CA              | 1               | 0               |                    | -                  | -                  |             | -           | -           | 8      | 1      |        |
| Totale carriera | Totale carriera | Totale carriera | 9          | 1          |                 | 2               | 0               |                    | -                  | -                  |             | -           | -           | 11     | 1      |        |

## Palmarès

### Competizioni nazionali
- Segunda División: 1

Almería: 2021-2022